# وجدان (فیلم ۱۹۷۵)
وجدان (انگلیسی: Zameer) یک فیلم به کارگردانی راوی چوپرا است که در سال ۱۹۷۵ منتشر شد. از بازیگران آن می‌توان به آمیتاب باچان، رخا، پرم چوپرا، و شامی کپور اشاره کرد.